# Reformationseiche Leuben

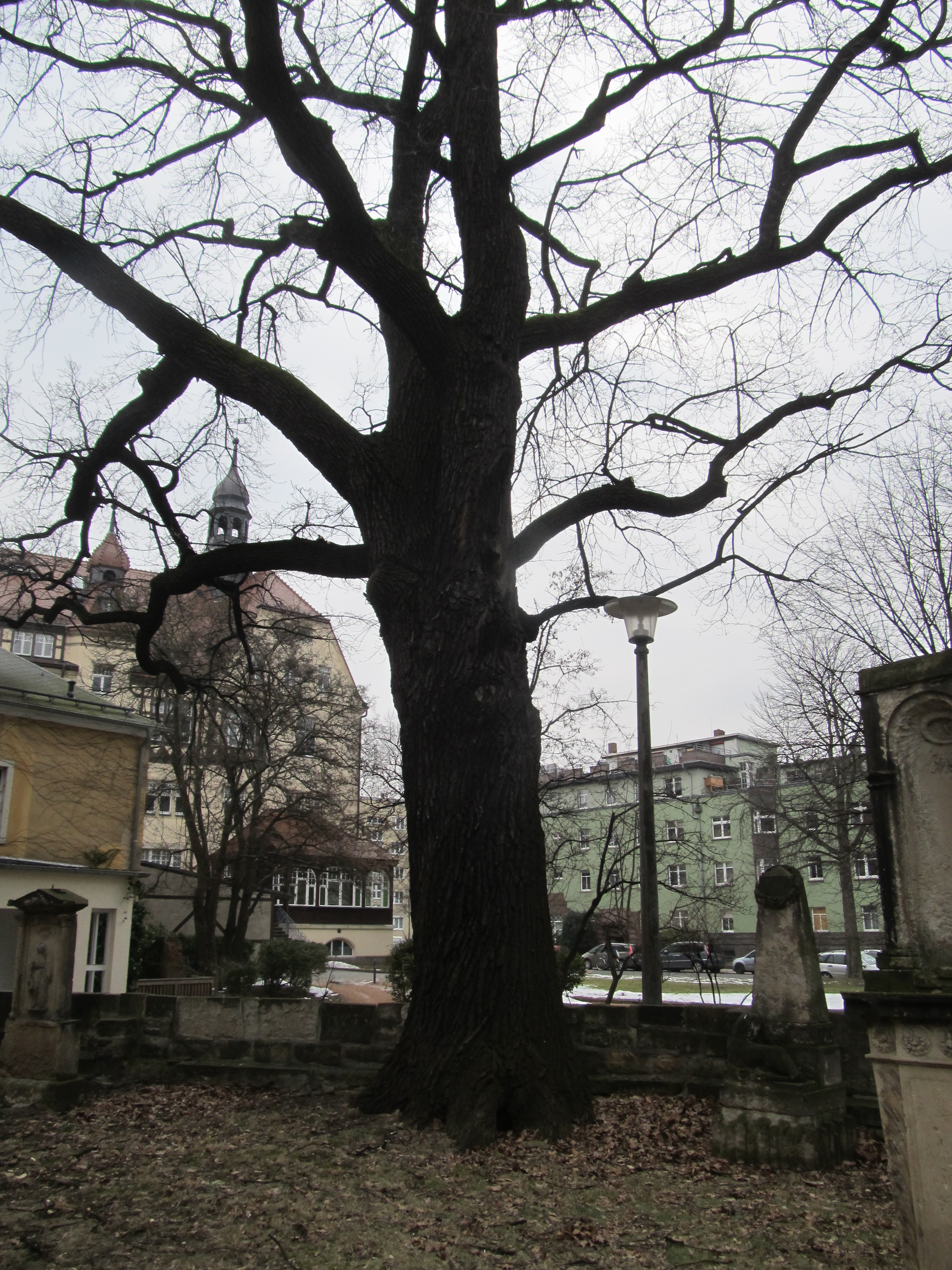
Reformationseiche auf dem Kirchhof von Leubens Alter Kirche, 2017

Die Reformationseiche Leuben ist ein 1817 anlässlich des 300. Jahrestags von Martin Luthers Thesenanschlag gepflanzter Gedenkbaum im Dresdner Stadtteil Leuben. Der Baum, eine Stiel-Eiche (Quercus robur), steht in Altleuben im Kirchhof vor dem Turm der Alten Kirche, südlich der Himmelfahrtskirche. Aufgrund seiner Bedeutung steht der Baum als Bestandteil der denkmalpflegerischen Sachgesamtheit des Kulturdenkmals Himmelfahrtskirche und Kirche Leuben mit Kirchhof und mehreren Einzeldenkmalen unter Schutz.
In Leuben war seit 1815 der junge, aus Dresden stammende Pfarrer Christian Traugott Schubarth tätig. In seiner Amtszeit wurde am 31. Oktober 1817 vor dem Turm der (alten) Leubener Kirche eine Eiche anlässlich des 300. Jahrestages von Luthers Thesenanschlag, dem Beginn der Reformation, gepflanzt. Nachdem die Kirche infolge des Bevölkerungswachstums zu klein geworden war, erfolgte in den Jahren 1899 bis 1901 der Neubau einer größeren Kirche, der Himmelsfahrtskirche, neben der alten Kirche. Obgleich dafür die beiden Leubener Dorfteiche sowie ein Teil des Kirchhofs verschwanden, mussten weder die Reformationseiche, noch die 1883 gepflanzte Luthereiche gefällt werden.
Der Baum ist inzwischen ein dominierender Teil einer Baumgruppe. Seine genaue Identifizierung muss allerdings als unsicher angesehen werden, da sie noch nicht durch Archivmaterial aus der Zeit der Pflanzung bestätigt werden konnte.